# Astrodia tenuispina
Astrodia tenuispina is een slangster uit de familie Asteronychidae.
De wetenschappelijke naam van de soort werd in 1884 gepubliceerd door Addison Emery Verrill.